# Awasa Zuria
Awasa Zuria är ett distrikt i Etiopien. Det ligger i den centrala delen av landet, 230 km söder om huvudstaden Addis Abeba.